# Нерсес I Бакур
Нерсес I Бакур (арм. Ներսես Ա Բակուր) — католикос Алуанка (689—706), известный тем, что принял решения Халкидонского собора. За это был низложен.
Гардманский епископ Нерсес Бакур, бывший последовательным сторонником решений Халкидонского собора (451), сумел склонить жену Вараз-Трдата царицу Спараму «призвать его на патриаршество Албанское», так как престол католикоса после смерти Елеазара (в 688 году) оставался вакантным. В 689 году Нерсес Бакур по представлению царицы Спрамы собором албанских епископов был избран предстоятелем Албанской церкви. Во время пребывания Вараз-Трдата в Византии Нерсес решил пойти против княжеской политики сближения с халифатом. При поддержке Спрамы католикос Нерсес вынашивал идею утвердить страну в православии.
Как писал Мовсес Каганкатваци, «Нерсес правил престолом в православии 14 лет и в нечестии 3,5 (то есть — 17,5 лет, которые приходятся на 688—705 годы). Согласно Каганкатваци: «Лишившись разума, он хотел смутить собственную страну Алуанк, склонившись в сторону халкидонской ереси, но проклятием алуанцев и армян он был опутан телом и душой и лишен славы Сына Божьего, удостоившись той же участи, что и еретики».